# Ипустеги, Жан-Робер
Жан-Робе́р Ипустеги́  (фр. Jean-Robert Ipoustéguy — псевдоним Жана Робера; 6 января 1920, Ден-сюр-Мёз, департамент Мёз — 8 февраля 2006, там же) — французский скульптор, рисовальщик, акварелист и писатель. Его произведения можно увидеть на улицах и площадях многих городов, в общественных местах, в церквях и художественных музеях, на престижных аукционах.

## Биография
Жан Робер родился и рос в небольшой коммуне Ден-сюр-Мёз (фр. Dun-sur-Meuse) департамента Мёз между городами Верден и Седан на северо-востоке Франции. Его отец зарабатывал на жизнь как столяр, выполнявший тонкие работы по дереву; при этом он очень много читал, любительски занимался живописью, играл на скрипке, участвовал в самодеятельных театральных постановках и прививал сыну любовь к искусству. Этому способствовал и школьный учитель, который расширял диапазон чтения учащихся, возил их в Лувр и галереи современных художников и скульпторов. Жан Робер говорил, что ему посчастливилось учиться у двух замечательных отцов.
В 1938 году 18-летним юношей он переехал в Париж, где сначала подрабатывал как паралегал и курьер. Увидев объявление о приёме на вечерние курсы рисунка и живописи в городской художественной школе (фр. cours du soir de la ville de Paris) под руководством Робера Лебуни, Жан сразу же туда записался. Но вскоре его обучение прервала Вторая мировая война, куда Жана призвали солдатом по общей мобилизации.

### Карьера
Вернувшись к мирной жизни, он посвятил себя сначала живописи, затем участию в воссоздании витражей для церкви Святого Иакова (фр. Saint Jacques le Majeur) в городе Монруж, где проработал два года (1947—1948).
С 1949 года после переезда в Шуази-ле-Руа под Парижем Жан Робер переключился исключительно на объёмную пластику. Жил он в это время на заброшенной керамической фабрике, которую превратил в огромную мастерскую. Показывать свои работы начал на выставках престижного салона (фр. Salon de Mai), благодаря помощи художника Анри-Жоржа Адама, одного из основателей этого салона. Считается, что именно Адам посоветовал Жан Роберу изменить своё имя на Жан-Робер Ипустеги, добавив к нему девичью фамилию матери баскского происхождения — (баск. Ipoustéguy). Известный галерист Даниель Канвейлер предупредил его в начале карьеры: «Помни, что ты становишься скульптором на свой страх и риск!».
На протяжении всей жизни Ипустеги, по собственному признанию, оставался самоучкой, не получившим необходимой академической подготовки и работавшим в стороне от основных направлений искусства своего времени, за что его в официальных кругах долго игнорировали. О себе он говорил:
Возможно, я немного маргинальный. Я был ребёнком пригорода, мне не хватало знаний. Образование я приобрёл на вечерних курсах и в музеях.
В 1962 году Жан-Робер совершил важную для него поездку в Грецию, чтобы лучше познакомиться со скульптурой античности. Это путешествие повлияло на его дальнейшую активность. В 1967 году Ипустеги работал непосредственно на мраморных карьерах Каррары. Центр его внимания переместился на человека, он даже штудировал анатомию, обращаясь к методу экорше, известному с эпохи Возрождения. Ипустеги регулярно обращался к этой теме в скульптуре — (1963) «Человек» (фр. L’homme), (1966) «Человек, проходящий сквозь врата» (фр. Homme passant la porte). В 1979 году он получил из Берлина заказ на создание перед международным конгресс-центром (ICC) скульптурного ансамбля «Человек строит свой город» (фр. L'homme construit sa ville), крупнейшего со времен войны. Ипустеги конкретизировал тему, выбрав сюжет о въезде в город Экбатана (ныне Хамадан в Иране) завоевателя Александра Македонского. Его гигантская скульптура (около 7 м в высоту и 5 м в ширину), отлитая в Италии, пострадала из-за превышения допустимых размеров при транспортировке по Шпрее. Одна из рук была «ампутирована» и только в Берлине вернулась на своё место. За двадцать лет (1980—2005) после установки конструкции перед зданием ICC возникли проблемы со ржавчиной. Композицию пришлось разобрать, отправить на хранение, а затем на реставрацию.
До 1982 года многие работы Ипустеги регулярно выставлялись в парижской галерее Клода Бернара (фр. Galerie Claude Bernard), экспонировались на выставках «documenta III» 1964 года и «documenta 6» 1977 года в Касселе.
В общей сложности Жан-Робер Ипустеги оставил очень большое наследие — 612 скульптур, сотни картин, 3000 рисунков, романы, стихи, фильмы.

### Личная жизнь
В 1943 году Жан Робер женился на Женевьеве Жиль (фр. Geneviève Gilles), через два года у них родился сын Доминик (1945). Двадцать лет спустя в 1963 году Ипустеги женился на Франсуазе Делактурьер (фр. Françoise Delacouturiere), у них родились две дочери Селин (1965) и Мари-Пьер (1969). Уход из жизни родителей и близких друзей в конце 1960-х годов объясняет мрачную тематику работ 1968 года, среди них — «Смерть отца», «Агония матери». В ноябре 1974 года Ипустеги узнал по телефону, что внезапно скончалась дочь Селин. Это стало жестоким потрясением, заставившим его на некоторое время вообще бросить работу.
В 2004 году Ипустеги вернулся в родную коммуну Ден-сюр-Мёз, где через два года скончался в возрасте 86 лет. Похоронен на кладбище Монпарнас в Париже. После кончины художника в 2006 году его вдова Франсуаза, а также дети Доминик и Мари-Пьер были инициаторами открытия ретроспективной посмертной выставки Ипустеги в итальянском городе Леньяно.

## Стилистика работ
Разнообразие стилистики Ипустеги отмечали многие авторы, среди них писатели Джеймс Киркап, Джон Апдайк.
Для ранних работ Жана Ипустеги характерны архитектурные и абстрактные формы, прежде чем он в 1955 году обратился к образной выразительности экспрессионизма. Такие работы, как «Роза» (фр. La rose) (1955) и Кенотаф (фр. Le cénotaphe) (1957) выполнены явно под влиянием Анри-Жоржа Адама.
Но постепенно Ипустеги отдаляется от первоначально ясных и чётких форм, меняя свой стиль на выразительно-динамичный. Его главным вдохновителем становился сюрреализм с человеком в центре внимания. Первой объёмной фигурой в натуральную величину стала скульптура «Человек» (фр. L’homme), созданная в 1963 году. Один из её вариантов установлен на территории кампуса в Центре молекулярной медицины имени Макса Дельбрюка берлинского района Бух.
|                                                        |                                          |
| «Человек». В кампусе медицинского центра. Берлин, 1963 | «Чтение» на фоне библиотеки. Целле, 1985 |

Перед городской библиотекой в 1985 году установлена скульптура «Чтение» (фр. Lecture). Сидящая со скрещёнными ногами девушка одной рукой держит книгу, другой ласкает кошку на коленях. Сквозь фигуру читательницы проходят пронизывающие её плоскости. В солнечные дни контрасты света и тени усиливают намёк на сравнение этих плоскостей со страницами книг и горизонтами, которые открывает чтение.
|                     |                      |
| Вид с одной стороны | Вид с другой стороны |

Появившаяся в 1966 году на пешеходной улице немецкого города Целле бронзовая скульптура «Человек пробивается сквозь врата» (нем. Ein Mann durchstößt die Pforte) символично связана с мифологией царства мёртвых. Человек проникает сквозь «врата ада» — его правая нога и кисти обеих рук уже снаружи, но левой рукой он ещё держится за опорный столб ворот изнутри. Между рукой и спиной в скульптуре видна одна из трёх голов верного пса царя Аида — Цербера, охраняющего выход из загробного мира. Выпуклости на голове человека указывают на остатки волос — согласно мифам, Персефона (жена Аида) стригла некоторых умерших.
В Париже у здания библиотеки Арсенала (фр. Bibliothèque de l’Arsenal) на улице Сюлли (фр. Rue de Sully) внимание привлекает оригинальная композиция, выполненная по заказу президента Франции Франсуа Миттерана и посвящённая поэту Артюру Рембо. Расколотая на две части фигура символизирует судьбу юноши, его бунтарство и стремление к бродяжничеству по миру, ради чего он в свои 18 лет отвернулся от поэзии. В названии скульптуры Ипустеги обыграл остроумное прозвище, данное Полем Верленом Артюру Рембо — «Путник в башмаках, подбитых ветром» (фр. l’Homme aux semelles de vent). Жан-Робер Ипустеги заменил (фр. de vent) на (фр. devant) и назвал свою скульптуру «Путник в башмаках, взлетевших кверху» (фр. l’Homme aux semelles devant). Некоторые современники увидели в этом случайную ошибку, не догадываясь о сознательной игре слов и преднамеренной замене названия скульптурной композиции. Портретный этюд «Лицо Рембо» (фр. Visage Rimbaud) находится в постоянной экспозиции Культурного центра Ипустеги (фр. Centre Culturel Ipoustéguy) на родине художника в Ден-сюр-Мёз.
Несколько разных по стилистке объёмных работ Ипустеги в 1982 году появились на площади Луи Праделя в Лионе. Это реалистический портрет первого президента Большого Лиона — самого Луи Праделя, с головой которого на горельефе соседствует герб Лиона. Рядом установлена «Пирамида истории Лиона» (фр. Pyramide de l’Histoire de Lyon), включающая персонажей, по словам Ипустеги, созданных как «сатирические и юмористические комиксы» по мотивам произведений Рабле и фольклорных сказаний. С пирамидой перекликается композиция «Гиньоль» (фр. Guignol) как дань памяти куклам ярмарочного театра, появившегося в Лионе в конце XVIII — начале XIX века. Поблизости возвышается созданная в честь лионских поэтов XVI века — Мориса Сэва и Луизы Лабе скульптура, в которой просматривается перекличка с барочным стилем.
Многие работы Ипустеги выполнены из традиционных материалов — мрамора, бронзы, стали, работая с которыми он подчеркивал «живые противоречия» между текучими и застылыми формами, импровизировал с пересечениями интерьера и экстерьера, разрушал иллюзию стабильных объёмов, рисовал линии в воздухе, имитировал текстуру бумаги, используя негибкий металл.
Произведения скульптора есть в парках и на площадях разных городов. Колонна в городе Шалон-на-Марне посвящена изобретателю консервов — Николя Апперу.
|                                      |                      |                                      |
| На привокзальной площади. Лион. 1987 | Шалон-на-Марне. 1991 | В ведомственном парке. Баньоле. 1989 |

|                                         |                                 |
| «Солнце, Луна, Небо». Зальцгиттер, 1999 | «Врата небес». Брауншвейг, 2000 |

## Оценки и награды
«Величайшим из ныне живущих французских скульпторов» назвал Жан-Робера Ипустеги американский писатель Джон Апдайк в своей книге (1989) «Простой взгляд» (фр. Un simple regard). По мнению Апдайка, несмотря на ряд наград и премий, осталась недооценённой  уникальность наследия Ипустеги, который не руководствовался основами какого-то одного течения или стиля, явно демонстрируя стилевую перекличку с разными эпохами в истории искусства. Оригинальность его работ отмечал и критик Джеймс Киркуп (англ. James Kirkup). Даже когда монументальные произведения скульптора встречали сопротивление со стороны религиозных и политических групп, их тем не менее устанавливали в запланированных местах.
Произведения Жана Ипустеги неоднократно получали различные награды и особые призы, например, на Биеннале 1964 года в Венеции.
- 1964: Особый приз Венецианской биеннале
- 1968: Приз города Дармштадт
- 1977: Национальная «Гранд премия по искусству»
- 1984: Кавалер Ордена Почётного легиона
- 1989: Художественный приз «Фонда Хайтланд» в городе Целле
- 2003: Приз по скульптуре «Фонда Симона и Чино дель Дука» в Париже[32].

Выставки работ художника (графических, живописных, скульптурных) за последние годы устраивались в Париже, Берлине, Томблене, Сете. По случаю столетней годовщины со дня рождения Ипустеги «Дом Генриха Гейне» (нем. Maison Heinrich Heine) в университетском городке Парижа провёл в январе-феврале 2020 года первую из девяти запланированных юбилейных выставок.

## Работы (выборочно)
- 1958: «Пробитая каска» (фр. Casque fendu)
- 1962: «Земной шар» (фр. La Terre). Бронза, Галерея Тейт, Лондон
- 1962: «Ремолус» (фр. Remoulus). Бронза, Галерея Клода Бернара, Париж
- 1963: «Человек» (фр. L’homme). Бронза, Берлин, Центр Макса Дельбрюка
- 1966: «Проходящий сквозь дверь» (фр. Homme passant la porte). Целле
- 1968: «Смерть отца» (фр. La mort du père)
- 1972: «Едоки гвардии» (фр. Le mangeur de gardiens)
- 1975: «Гидрофагия» (фр. Hydrophage). Бронза, Париж, Музей скульптуры под открытым небом (фр. Musée de sculptures en plein air)[35]
- 1976: «Комические сцены из современной жизни» (фр. Scène comique de la vie moderne)
- 1977: (фр. Grand Val de Grace)[36]
- 1979: «Александр перед городом Экбатана» (фр. Alexandre devant Ekbatana). Бронза, Берлин, перед Международным конгресс-центром (с 2005 года перенесён в другое место)[11][12][13]
- 1983: «При свете каждого» (фр. A la Lumiere de Chacun 3), перед Посольством Франции в Вашингтоне
- 1984: «Путник в башмаках, взлетевших кверху» (фр. l’Homme aux semelles devant), в честь Артюра Рембо. Бронза, Париж, перед Национальной библиотекой Франции
- 1991: «Николя Аппер». Бронзовая колонна в Шалон-ан-Шампань, по заказу Международной ассоциации Николя Аппера
- 1999: «Врата небес» (фр. Porte du Ciel). Сталь, Брауншвейг, перед церковью Св. Альберта Великого (фр. St. Albertus Magnus)

### Музеи, где есть работы Ипустеги
Помимо основной коллекции, собранной в культурном центре на родине художника, многие его работы представлены в музеях Европы, Азии, Америки, в крупнейших государственных и частных коллекциях по всему миру..
- Абу-Даби, Национальный музей Острова Саадият
- Балтимор, Музей искусства
- Берлин, Национальная галерея Берлина
- Бобиньи, Фонд департамента современного искусства
- Шалон-ан-Шампань, Музей изящных искусств и археологии
- Чикаго, Институт искусств
- Дармштадт, Гессенский государственный музей
- Ден-сюр-Мёз, Культурный центр Ипустеги
- Гренобль, Музей современного искусства
- Ганновер, Музей Шпренгеля
- Копенгаген, Новая глиптотека Карлсберга
- Лондон, Галерея Тейт
- Лондон, Музей Виктории и Альберта
- Лион, Музей изобразительных искусств
- Марсель , Музей Кантини
- Мельбурн, Национальная галерея Виктории
- Нью-Йоркский музей современного искусства
- Нью-Йорк, Музей Соломона Гуггенхайма
- Париж, Музей современного искусства
- Париж, Музей скульптуры под открытым небом
- Питтсбург, Художественный музей Карнеги
- Токио, Художественный музей Хаконе
- Тулуза, Артотека
- Труа, Музей современного искусства
- Вашингтон, Хиршхорн музей и Сад скульптур

## Трактаты
- 1997: Хроника ранних лет. Воспоминания. Editions La Différence, ISBN 2-7291-1147-6.
- 2000: Мосты чистилища. Поэзия. Editions La Différence, ISBN 2-7291-1338-X.
- 2002: Секретный агент. Роман. Editions La Différence, ISBN 2-7291-1416-5.